# Ottavia (Pseudo-Seneca)
Ottavia (Octavia) è una tragedia latina, l'unica oggi rimasta del genere praetexta, ossia di argomento romano e non greco. L'opera, di tipo storico, ci è stata trasmessa nel corpus delle tragedie del filosofo Seneca, ma oggi la si ritiene spuria.

## Trama
La scena è ambientata a Roma nel 62 d.C. Nerone ha deciso di sposare Poppea, e per questo motivo intende ripudiare e far uccidere Ottavia, sua attuale moglie nonché sorellastra adottiva, che egli aveva sposato spinto dalla madre Agrippina. Il popolo, che è dalla parte di Ottavia, si ribella a questa decisione e Seneca cerca di dissuadere l'imperatore, che però, inamovibile, ha già fissato la data delle nuove nozze. Appare l'ombra di Agrippina che predice la futura morte dell'imperatore suo figlio, tuttavia Ottavia nel finale dell'opera viene deportata sull'isola di Pandataria (Ventotene) dove sarà uccisa.

## Il problema dell'attribuzione
L'opera ci è pervenuta all'interno del corpus delle tragedie di Seneca ed era in passato considerata come una tardiva autodifesa, da parte del filosofo, per le nefandezze compiute dall'imperatore. Oggi però la totalità o quasi degli studiosi la ritiene spuria, opera di un imitatore di Seneca che tuttavia non è mai stato possibile individuare, nonostante le ipotesi che pure sono state formulate. Ecco le argomentazioni principali:
- L'opera è un dramma sostanzialmente statico e privo di tinte forti, molto diverso dalle tragedie autentiche di Seneca.
- Le opere di Seneca ci sono giunte attraverso due tradizioni manoscritte, ma mentre quella qualitativamente peggiore include l'Ottavia, quella migliore la ignora.
- Poiché Seneca è tra i personaggi del dramma, sarebbe un caso più unico che raro nella drammaturgia mondiale se l'autore avesse messo in scena se stesso, per giunta in un dramma storico.
- Motivazioni storiche:

1. L'ombra di Agrippina fa riferimento ad alcuni fatti storici reali sulla morte di Nerone (di cui parla anche Svetonio). Nerone però morì tre anni dopo Seneca, nel 68 d.C.
2. Poppea afferma che il suo precedente marito Rufrio Crispino era stato ucciso da Nerone: un fatto storico che avvenne anch'esso dopo la morte di Seneca.
3. Nell'opera, Seneca appare ancora vicino a Nerone al tempo dell'uccisione di Rubellio Plauto e Fausto Silla, quando invece, storicamente, se ne era già allontanato. Una tale svista sarebbe stata impensabile se l'autore dell'opera fosse stato lo stesso Seneca.

- Motivazioni metriche.